# Saint-Maximin, Isère
Saint-Maximin är en kommun i departementet Isère i regionen Auvergne-Rhône-Alpes i sydöstra Frankrike. Kommunen ligger i kantonen Goncelin som tillhör arrondissementet Grenoble. År 2022 hade Saint-Maximin 672 invånare.

## Befolkningsutveckling
Antalet invånare i kommunen Saint-Maximin
Referens:INSEE